# Giuseppe Maria Grimaldi
Giuseppe Maria Grimaldi (Moncalieri, 3 de enero de 1754 - Vercelli, 1 de enero de 1830) fue un prelado católico italiano, obispo de Pinerolo, Ivrea y Aosta y arzobispo metropolitano de Vercelli.

## Biografía
Giuseppe Maria Grimaldi nació en Moncalieri, en la región de Piamonte (Italia), el 3 de enero de 1754. Era hijo del noble Filiberto Antonio y de Barbra Vittoria Alciati. Ingresó joven a la Compañía de Jesús, poco antes de ser abolida en 1773. Fue ordenado sacerdote el 24 de enero de 1779 por Carlo Giuseppe Filippa della Martiniana, obispo de Saint-Jean-de-Maurienne, y fue nombrado canónigo de la catedral eusebiana el 17 de abril de 1781.
El rey Carlos Manuel IV de Cerdeña nombró a Grimaldi como obispo de Pinerolo el 14 de enero de 1797, fue confirmado en el cargo por el papa Pío VI el 14 de junio siguiente. Fue consagrado obispo el 6 de agosto del mismo año, de manos de Hyacinthe Sigismond Gerdil, cardenal presbítero de Santa Cecilia y prefecto de la Congregación de Propaganda Fide. Tras la supresión de la diócesis (1 de junio de 1803) fue trasladado a la sede de Ivrea unida en su persona a la de Aosta.
Con la reorganización de las jurisdicciones eclesiásticas piemonteses de 1817, el papa Pío VII elevó al rango de arquidiócesis la sede de Vercelli, nombrando, al mismo tiempo, a Grimaldi como su primer arzobispo metropolitano. Murió en Vercelli el 1 de enero de 1830 y fue sepultado en la catedral eusebiana.